# Libelloides italicus
Libelloides italicus is een insect uit de familie van de vlinderhaften (Ascalaphidae), die tot de orde netvleugeligen (Neuroptera) behoort. 
Libelloides italicus is voor het eerst wetenschappelijk beschreven door Fabricius in 1781.